# 欧阳惠林
欧阳惠林（1911年10月—2009年2月13日），男，生于安徽省东至县，1930年9月，加入中国共产党，中華民國大陸時期及中华人民共和国政治人物。

## 生平
1927年1月，欧阳惠林参加大革命运动，从事工农青年工作。在武汉“苏浙皖沪四党部被迫来鄂同志特别训练班”培训时，思想上接近中国共产党，于1927年6月加入中国共产主义青年团。后于1930年9月，加入中国共产党。
1927年8月，欧阳惠林服从中国共产党安排，返回家乡从事秘密活动，先后在省立安徽大学、上海文化学院求学期间开展青年工作，历任上海文化学院党支部书记、中共闸北区委学生工作委员会委员。1932年初，一·二八事變爆发后，先后任闸北区民众反日救国会党团书记兼组织部部长、中共闸北区委宣传部部长、区委书记。1932年11月，因叛徒出卖，欧阳惠林等人被捕入狱。1933年，在江苏省第三模范监狱得到李初梨帮助。
抗日战争时期，欧阳惠林任中共湖南省工委秘书处干事，皖南特委秘书，苏皖区党委秘书长，苏皖特委书记兼苏南保安司令部政治委员，中共苏皖区党委、苏南区党委、苏浙区党委秘书长兼宣传部长，并在1943年3月成立的苏南行政委员会被推举为委员兼苏南行政公署秘书长、文教处处长和1944年10月创刊的苏皖区党委、苏南区党委机关报《苏南报》担任社长。
第二次国共内战时期，欧阳惠林历任中共华中分局秘书处处长、巡视团团长，中共华中第一地委副书记，华中工委秘书长兼政策研究室主任，中共苏南区党委秘书长兼农村工作委员会书记。
中华人民共和国建立初期，欧阳惠林历任中共苏南区党委秘书长兼农村工作委员会书记、苏南各界人民代表会议驻会委员会副主席，苏南第一届协商委员会副主席、第二届常委，华东军政委员会土地改革委员会委员、苏南区人民行政公署土地改革委员会主任。
1952年11月至1967年1月，欧阳惠林先后担任中共江苏省委委员、秘书长兼江苏省人民检察署检察长，省委常委、宣传部部长兼《群众》杂志社总编辑，省委教育卫生工作部部长，江苏省人民委员会副省长，江苏省第二届政协常委。
文化大革命期间，欧阳惠林受到迫害。1979年12月，恢复工作，任政协江苏省第四、第五届委员会副主席。
2011年，中共党史出版社出版由他撰写的《经历与往事———欧阳惠林回忆录》。

## 家庭
欧阳惠林是欧阳良助之胞弟。